# Denis Bergé
Pour les articles homonymes, voir Bergé.
Pas d'image ? Cliquez ici

a Compétitions nationales et continentales officielles uniquement.

b Matchs officiels uniquement.
Denis Bergé, né le 8 juin 1961 à Lagny-sur-Marne, est un joueur français de rugby à XIII

## Carrière en rugby à XIII

### Club
- AS La Paillade 13 -

Montpellier 13
- Le Pontet de 1982 à 1989

### Palmarès
- Le Pontet champion de France élite 1 en 1986 et 1988, vainqueur de la coupe de France en 1986 et 1988
- Finaliste du championnat de France en 1985, 1987, 1989 et finaliste de la coupe de France en 1989

#### et, "honneurs"
- meilleur marqueur en 1985 et meilleur réalisateur du championnat elite 1  en 1986, 1987 et 1988
- joueur de l'année en 1986
- trophée du fair play en 1986

### Équipe de France
- International (3 sélections) 1985, 1986
- international cadet (1 selection), juniors (5 sélections), espoir (2 sélections), universitaire (1 sélection)